# 深圳公交613路
深圳公交613路，是从金威啤酒厂（七十二区总站）往来恒生医院总站的干线公交，由深圳市西部公共汽车有限公司营运。

## 线路简介
- 深圳公交613路由深圳市西部公共汽车有限公司营运。
- 该线路走向从金威啤酒厂（七十二区总站）开往恒生医院总站，全长13.2公里，车型为海格客车KLQ6101G.金旅客车XML6115J33C,宇通客车ZK6118HGF和宇通客车ZK6926HGA型空调客车。图为曾经使用过的海格客车KLQ6101G非空调版巴士。每种车型的数量不超过3辆。全程行驶时间为45分钟。
- 服务时间：6:30-22:15
- 班次间隔：10分钟一班（平峰期）8分钟一班（高峰期）

## 途经站点
| 往西乡恒生医院方向 | 往西乡恒生医院方向 | 往72区总站方向 | 往72区总站方向     |
| ------------------ | ------------------ | -------------- | ------------------ |
| 車站               | 車站名稱           | 車站           | 車站名稱           |
| 1                  | 新安72区安利达场站 | 1              | 恒生医院           |
| 2                  | 雪花啤酒厂         | 2              | 西乡体育中心       |
| 3                  | 兴东地铁站         | 3              | 海湾中学东         |
| 4                  | 中粮创芯公园北     | 4              | 西乡地铁站         |
| 5                  | 新安职业所         | 5              | 永丰路口           |
| 6                  | 宝安海关大厦       | 6              | 坪洲地铁站         |
| 7                  | 同乐海关           | 7              | 西乡宝城花园       |
| 8                  | 宝安广电中心       | 8              | 渔业社区           |
| 9                  | 新安湖             | 9              | 海滨新村           |
| 10                 | 汉宝大厦           | 10             | 福中福             |
| 11                 | 创业天虹南         | 11             | 崛起实验中学       |
| 12                 | 怡景新村           | 12             | 华丰金融港         |
| 13                 | 海滨市场           | 13             | 西乡径贝村         |
| 14                 | 开屏花园           | 14             | 开屏花园           |
| 15                 | 华丰金融港         | 15             | 海滨市场           |
| 16                 | 崛起实验中学       | 16             | 怡景新村           |
| 17                 | 福中福             | 17             | 海滨广场           |
| 18                 | 海滨新村           | 18             | 汉宝大厦           |
| 19                 | 渔业社区           | 19             | 新安湖             |
| 20                 | 坪洲地铁站         | 20             | 宝安广电中心       |
| 21                 | 永丰路口           | 21             | 同乐海关           |
| 22                 | 西乡地铁站         | 22             | 宝安海关大厦       |
| 23                 | 海湾中学东         | 23             | 新安职业所         |
| 24                 | 西乡体育中心       | 24             | 中粮创芯公园北     |
| 25                 | 恒生医院           | 25             | 兴东地铁站         |
|                    |                    | 26             | 雪花啤酒厂         |
|                    |                    | 27             | 新安72区安利达场站 |

## 历史
- 深圳公交613路由安捷公汽公司在1998年开通，开线时是从金威啤酒厂（七十二区总站）开往福中福商业城，以安捷公汽当时购买的11部广州客车GZK6100AD2-T运营。
- 2004年7月，安捷公汽公司购入11部海格客车KLQ6101G来更换此前在613路服役的11部广州客车GZK6100AD2-T（非空调巴士），广州客车GZK6100AD2-T（非空调巴士）调入601路等线路营运。
- 2005年，由于福中福商业城要收回总站土地用作其它用途，深圳公交613路的福中福商业城总站搬迁至恒生医院总站。
- 2007年，安捷公汽公司把320路的金龙客车XMQ6113GF和广州客车GZK6110EQD2H（共11部）调入613路营运，海格客车KLQ6101G（非空调巴士）调入606路、611路等线路营运。
- 2008年2月，深圳公交613路从安捷公汽并入西部公汽公司的第一分公司金威车队。
- 2009年1月，4部广州客车GZK6110EQD2H退役，西部公汽第一分公司购入1部ZK6720DE及从631路支援1部GZ6102S2（车牌：粤B 60126）、609路支援3部金龙客车XMQ6925G1先后支援613路。
- 2009年10月，613路从606路及611路调回13部海格客车KLQ6101G（非空调巴士）在613路营运，613路的用车趋于稳定。